# Общественно-культурное общество евреев в Польше

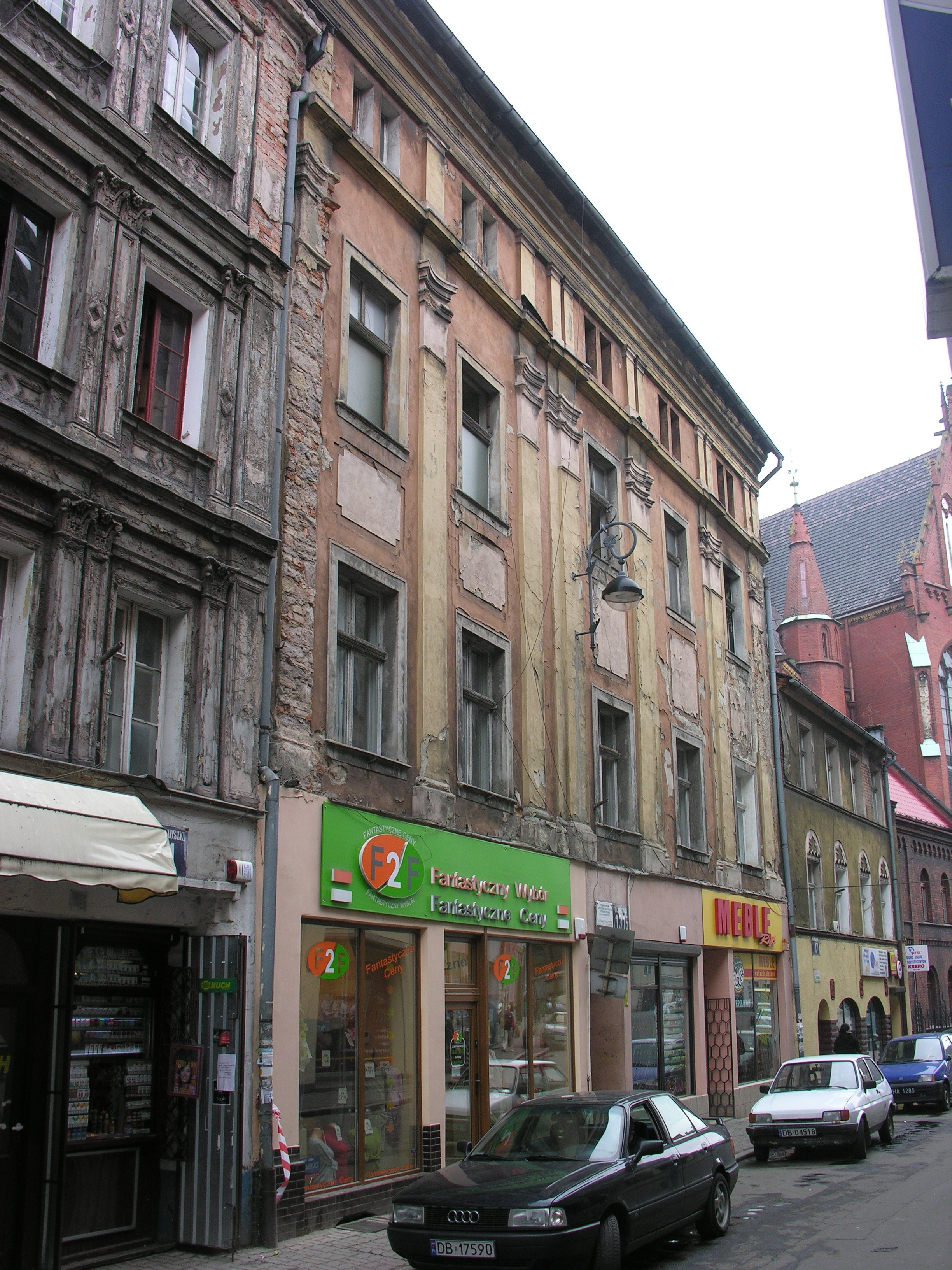
Здание на улице Монюшко в городе Валбжих, где находится администрация Общественно-культурного общества евреев в Польше

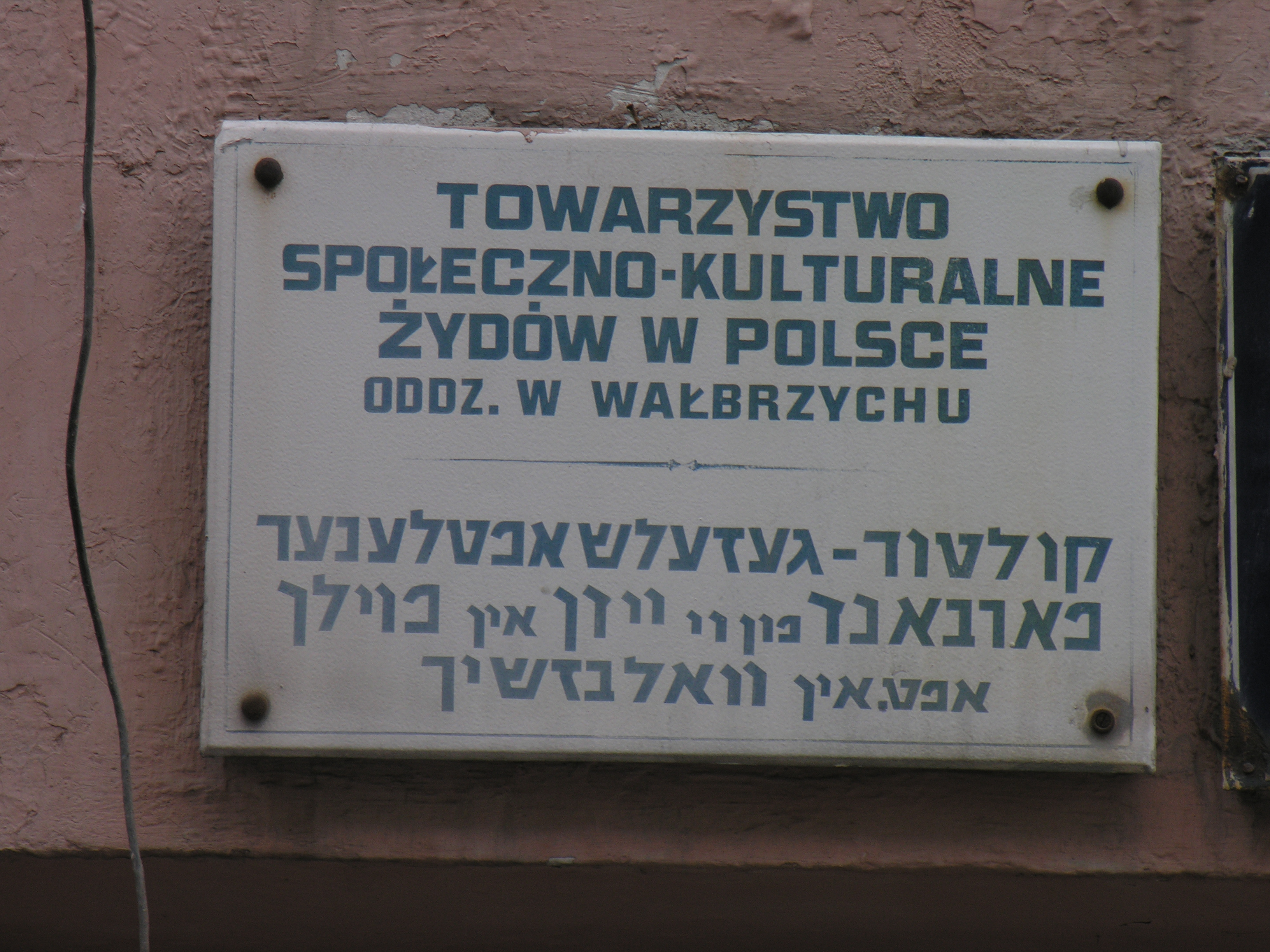
Информационная табличка

Общественно-культурное общество евреев в Польше (пол. Towarzystwo Społeczno-Kulturalne Żydów w Polsce, TSKŻ) — общественная еврейская организация в Польше. Целью общества является удовлетворение культурных потребностей еврейской общины, её представление в официальных органах, развитие литературных, научных и художественных знаний, сохранение идиша, охрана еврейского наследия в стране и материальная и духовная помощь её членам. В настоящее время Общественно-культурное общество евреев в Польше насчитывает около 2.700 членов и является крупнейшей еврейской организацией в Польше.

## История
Общественно-культурное общество евреев в Польше было основано в 1950 году после слияния в единую организацию Центрального комитета польских евреев и Общества еврейской культуры.
В 1962 году организацией был основан молодёжный клуб «Вавилон», который спустя 6 лет насчитывал 262 члена. В марте 1968 года этот клуб был обвинён коммунистическими властями в сионистском сговоре, пропаганде шовинизма и национализма.
Организация является членом Всемирного еврейского конгресса и Европейского еврейского конгресса. В настоящее время организация издаёт печатное двуязычное ежемесячное издание на идише и польском языке «Słowo Żydowskie».
Администрация организации находится в городе Валбжих.